# زالتسگیتر-رینگلهایم
زالتسگیتر-رینگلهایم (به آلمانی: Ringelheim) یک منطقهٔ مسکونی در آلمان است که در زالتسگیتر واقع شده‌است. زالتسگیتر-رینگلهایم ۱٬۹۵۱ نفر جمعیت دارد.